# Королівство Конго

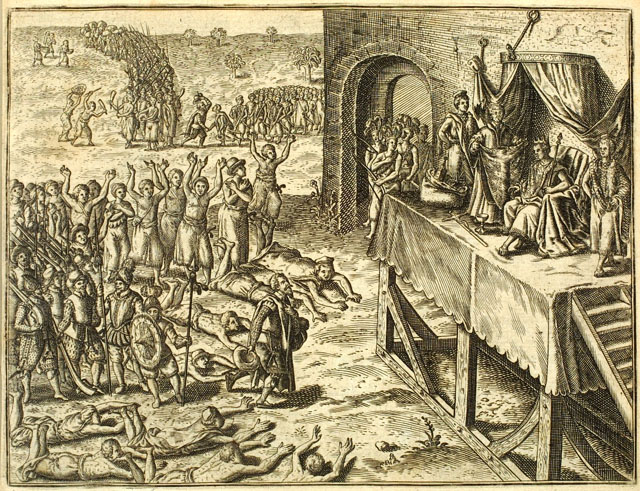
Аудієнція португальських послів у маніконго

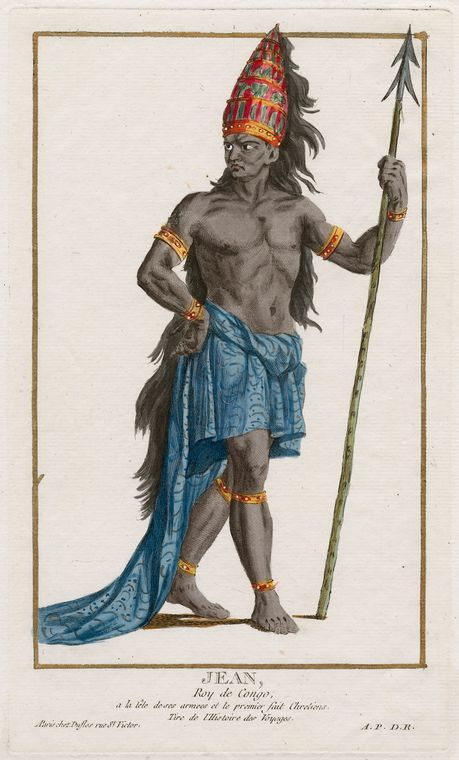
Маніконго Жуан I

Ко́нго (кон. Kongo dya Ntotila або Wene wa Kongo; порт. Reino do Congo) — стародавня держава в нижній течії річки Конго на території сучасних Демократичної Республіки Конго та Анголи в XIII-XIX століттях. Етнічну основу країни складав народ конго.
Передумовою створення єдиної держави було заснування в межах розселення народу конго 6 князівств. Легенди пов'язують їх об'єднання з переселенням на південний берег річки Конго загону воїнів на чолі з Нтіну Вене та завоюванням ним князівства Нсунді (XIII століття). Пізніше були підкорені й інші князівства, які і склали основу держави. Владу Нтіну Вене визнали також правителі невеликих північних державних утворень, близьких етнічно до конго — Каконго, Нгойо, Лоанго, а також держава Ндонго.
У XIV-XV століттях об'єднання тимчасово розпадалось. 1390 року маніконго Лукені Луа Німі завоював державу Мвене Кабунга, яке лежало на горі на південь від нього. На новому місці він заснував свою столицю - Мбанза Конго.
У час найбільшої могутності (XV-XVI століття) Конго займало просторий регіон, обмежений з півночі річкою Конго (частина провінції Нсунді знаходилась на північному березі), з півдня — річкою Данде, із заходу — узбережжям Атлантичного океану, на сході кордони проходили приблизно по меридіану, що перетинає східний берег Малебо.
Згідно з португальськими джерелами, в XV–XVI століттях Конго знаходилось у стані розквіту. Державу очолював правитель, який мав титул маніконго. Феодальні відносини, що складались, переплітались з інститутами домашнього рабства. Високого рівня розвитку досягли сільське господарство, ремесла, торгівля. Існували власність верховного правителя на землю, експлуатація податного населення у формі податі та «царської барщини». З приходом у Конго португальців у 1482 році, їм вдалось привернути до християнства групу вищої знаті та маніконго Нзінгу а Нкуву. Слідом за цим почались обряди масового хрещення, часто насильницькі, всього народу. Одночасно державу спустошувала работоргівля.
З приходом до влади Афонсу І Мвемба Нзінга (1506–1543) Конго стало ареною активної діяльності європейських авантюристів та християнських місіонерів. Внук Афонсу І — Діогу Нкмубі Мпуді а Нзінга (1545–1561) вигнав із країни всіх європейців. У 1560-х роках загострились стосунки з племенами мундеквете на північному сході країни, що призвело до затяжної на довгі роки війни з ними. У 1568 році до Конго вторгнулись яга із країни Лунда, які пограбували країну та повністю зруйнували її столицю — Мбанза-Конго. Маніконго Алвару І (1568–1587) звернувся за допомогою до португальської влади Ндонго. Яга були вигнані, але Конго потрапило у васальну залежність від португальців. Для зміцнення свого положення маніконго Алвару II (1587–1614) намагався встановити відносини із суперниками португальців — голландцями.
У 1570-х роках пройшло повстання Мбула Матаді. Одна за одною відокремлювались провінції. Загострились соціальні протиріччя, які переросли на початку XVIII століття в широкий народний рух у формі християнської єресі — антоніанська єресь. Рух антоніанців було подавлено знаттю конго за допомогою португальців. У роки правління Педру V Елелу (1859–1891) територія держави скоротилась до площі центральної провінції — Мпемба. Після розділу тропічної Африки в кінці XIX століття між європейськими державами більша частина Конго відійшла до складу португальської Анголи, інша — до складу Бельгійського Конго.